# ビバ★ロック
「ビバ★ロック」（ビバロック）は、ORANGE RANGEの楽曲。同グループメジャー3枚目のシングルとして2003年（平成15年）10月22日にgr8! recordsから発売された。

## 概要
前作から約3ヶ月ぶりのリリースで、ORANGE RANGE初のタイアップ付きのシングル。5曲目に収録されている、表題曲のバージョン違いの楽曲が、テレビアニメ『NARUTO -ナルト-』の3代目エンディングテーマに起用された。
オリコンチャート初登場3位を獲得し、バンドとして初のオリコントップ3入りを果たした。レーベルゲートCD仕様。2004年（平成16年）6月21日、レーベルゲートCD2として再発。のちにレーベルゲートCDでないものが再発された。
NAOTOのクレジット欄は今回「guitar」のみだった。初回仕様の特典として「NARUTO×オレンジレンジ」（両面）カードが封入された。

## 収録曲
（全作詞・作曲:ORANGE RANGE）
1. ビバ★ロック [4:05]
楽曲の冒頭部分は、ゲーム『ファミコンウォーズ』のCMのパロディであり、PVの冒頭部分においても、同作のCMに似せた演出がなされている。(元ネタは、フルメタル・ジャケット)
仮タイトル名は「アメリカン・ロック」。
1番Aメロの「Hi! Say!」の部分は、実際には「ハイサイ」[注 2]と歌われている。
2. ベロシティー3000
インディーズ時代のミニアルバム『オレンジボール』に収録されている「ベロシティー」を原曲とする曲。原曲ではNAOTOが作詞を手掛けたが、今作では、RYOとYAMATOが自分のパートの部分をそれぞれ書き直した。なお、HIROKIは、NAOTOを不憫に思い、書き直しをしなかった。
タイトルに「3000」が加えられたのはNAOTOが「2000」か「3000」という数字を曲名に入れたかったからであるが、特に深い意味はないと語っている。
3. ビバ★ロック 〜ryukyudisco remix〜
RYUKYUDISKOによるリミックスバージョン。
4. 渚のロコガール
SILAS LEEのカバー曲。英語詞。
冒頭部分に「上海ハニー」のメロディーが使われている。
5. ビバ★ロック 〜japanese side〜
テレビ東京系アニメ『NARUTO -ナルト-』第3期エンディングテーマ[注 3]。
原曲とは歌詞が異なる。なお、原曲よりもこちらの方が先に完成していた。

## 収録アルバム
- 『1st CONTACT』（#1）
  - イントロのみ「japanese side」のものに変更されている。
- 『RANGE』（#1）
- 『ALL the SINGLES』（#1）
- 『NARUTO Best Hit Collection』（#5）

## カバー
ビバ★ロック
- FLOW - 2023年8月30日発売のカバーアルバム『FLOW THE COVER 〜NARUTO縛り〜』に収録。